# جون ستيسي
جون ستيسي (بالإنجليزية: John Eustace)‏ (3 نوفمبر 1979 بسوليهل في المملكة المتحدة - ) هو مدرب كرة قدم ولاعب كرة قدم بريطاني في مركز الوسط. لعب مع دندي يونايتد وديربي كاونتي وستوك سيتي وكوفنتري سيتي ونادي ميدلزبره ونادي واتفورد ونادي هيرفورد.

## وصلات خارجية
- جون ستيسي على موقع قاعدة بيانات كرة القدم.إي يو (الإنجليزية)
- جون ستيسي على موقع Soccerbase.com (لاعب) (الإنجليزية)
- جون ستيسي على موقع عالم كرة القدم.نت (الإنجليزية)